# Machete (film 2010)
Machete è un film del 2010 diretto da Robert Rodriguez e Ethan Maniquis, ispirato al finto trailer presente nei primi minuti del film Grindhouse - Planet Terror (prodotto dallo stesso Rodriguez insieme a Quentin Tarantino). Il personaggio di Machete è inoltre simile al personaggio "zio Machete" (interpretato sempre da Trejo) presente nel film Spy Kids dello stesso regista.
Il film è stato presentato fuori concorso alla 67ª Mostra internazionale d'arte cinematografica di Venezia. Il successo della pellicola ha portato alla produzione di un sequel, Machete Kills., con la presenza di Lady Gaga, Mel Gibson e Marko Zaror.

## Trama
In Messico, Machete Cortez, agente federale, è in missione per salvare una ragazza sequestrata. Durante l'operazione incontra il suo capo corrotto con il signore della droga, Rogelio Torrez, che uccide moglie e figlia di Machete, mentre quest'ultimo - ferito - viene creduto morto. Tre anni dopo, Machete vaga in Texas in cerca di un qualsiasi lavoro. Michael Booth, uomo d'affari e spin doctor, spiega a Machete che il corrotto senatore del Texas McLaughlin ha intenzione di aumentare i controlli al confine e ridurre il numero di immigrati messicani negli USA. Machete accetta l'incarico di ucciderlo e riceve 150 000 $, dopo essere stato minacciato da Booth.
Mentre Machete si trova sul tetto di un edificio vicino al luogo del comizio di McLaughlin, subisce il doppio gioco di uno scagnozzo di Booth, che prima spara all'ex agente federale e poi al senatore, colpendolo a una gamba. Booth ha organizzato il tentato omicidio per guadagnare sostenitori alle elezioni del senatore e far approvare il progetto per una recinzione elettrificata lungo tutto il confine.
Machete fugge e arriva all'ospedale dove due infermiere e un dottore lo curano nonostante sia un clandestino, perché appartenenti a un'organizzazione di aiuto per gli immigrati clandestini, conosciuta come "la Rete". Ancora una volta riesce a non farsi prendere dagli uomini di Booth che lo vogliono morto. Sartana Rivera, agente dell'immigrazione, è inviata dai suoi superiori per trovare e arrestare Machete. Quest'ultimo, con l'aiuto di Luz, una ragazza che vende panini, conosciuta anche con il nome di Shè, capo della Rete, raggiunge padre Cortez, il fratello di Machete. Per vendicarsi, Machete rapisce la moglie di Booth e sua figlia, April, dopo aver partecipato in un video a luci rosse con le due. Raccoglie anche delle prove che collegano McLaughlin con il signore della droga Torrez.
Booth e i suoi uomini trovano il nascondiglio di Machete e uccidono padre Cortez, ma non trovano la moglie e la figlia di Booth. A loro insaputa, ci sono delle telecamere di sorveglianza nella chiesa. Attraverso delle registrazioni che Machete ha sottratto dalla villa del narcotrafficante, la notizia del finto assassinio di McLaughlin e il relativo giro di corruzione vengono trasmessi su tutti i canali televisivi. Questo porta McLaughlin a scappare e a uccidere Booth, dopo di che si rifugia presso la base di Von Jackson che decide di ucciderlo con l'accusa di "alto tradimento" nei confronti della nazione. McLaughlin sta per essere giustiziato quando Machete guida i membri della Rete alla base della vigilanza di confine.
Nello scontro i messicani vincono sui vigilanti, Jackson è ucciso da Luz - alla quale, in precedenza, aveva sparato in faccia facendole perdere un occhio- e Machete sfida Torrez, giunto negli Stati Uniti con l'intenzione di ucciderlo. Alla fine Torrez, sconfitto, commette il seppuku con un machete del suo avversario. April, fuggita dalla chiesa con abiti monacali, spara a McLaughlin, nel frattempo liberato da Luz e i membri della Rete, per vendicare la morte di suo padre. Il senatore però aveva un giubbotto antiproiettile, sopravvive e tenta la fuga a piedi nella notte vestito da messicano, per poi essere cacciato e ucciso da alcuni uomini di Von Jackson. Nel finale, Sartana dà a Machete un documento di identità e insieme partono in moto.
Prima dei titoli di coda, una voce fuori campo annuncia i sequel Machete uccide e Machete uccide ancora.

## Produzione
In una scena del film, il personaggio di Jessica Alba appare in un nudo integrale; l'attrice, rifiutando di spogliarsi, ha in realtà recitato indossando biancheria intima, poi rimossa digitalmente.
Esistono delle scene con Rose McGowan, che sono state tagliate dalla versione finale del film ma sono presenti nelle sezioni extra inserite nelle distribuzioni domestiche.
Il film segna il ritorno, dopo oltre dieci anni, di Steven Seagal sul grande schermo.

## Distribuzione
Il 28 luglio 2010 fu confermato che Machete sarebbe stato presentato alla 67ª Mostra internazionale d'arte cinematografica di Venezia. Il 1º settembre il film fu mostrato in anteprima con una speciale proiezione di mezzanotte, seguita poi da una vasta distribuzione cinematografica il 3 settembre.

### Divieti
In Italia il film venne vietato ai minori di 14 anni per la violenza estrema.
Il film è uscito nelle sale cinematografiche statunitensi il 3 settembre 2010, distribuito dalla 20th Century Fox, su 3.400 cinema di 2.670 località. In Italia è uscito il 6 maggio 2011 distribuito da Lucky Red.

## Accoglienza

### Critica
Sul sito di Rotten Tomatoes il film ha ricevuto il 72% di critica positiva.. Il film ha ricevuto ai Razzie Awards 2010 il premio come Peggior attrice non protagonista per Jessica Alba.

### Incassi
Machete ha esordito negli Stati Uniti il 3 settembre 2010 con un incasso di 3,9 milioni di dollari, con un risultato complessivo di 14 milioni di dollari nei tre giorni del fine settimana, posizionandosi al secondo posto nella classifica dei maggiori incassi del weekend dietro The American. Globalmente ha incassato più di 44 milioni di dollari, di cui quasi 27 sul mercato domestico e più di 17 sul mercato estero.

## Promozione
Un trailer fasullo fu pubblicato in rete il 5 maggio 2010 via Ain't It Cool News. Il filmato si apriva con la voce di Danny Trejo che diceva «This is Machete with a special Cinco de Mayo message to Arizona», seguito da scene d'azione molto sanguinolente e sparatorie. Il trailer combinava elementi sia presenti nel film vero e proprio che scene relative al fake trailer Machete inserito in Grindhouse, con Trejo che innescava una rivolta contro i politici anti-immigrazione e la vigilanza del confine Messico-Stati Uniti. Secondo Fox News, alcuni critici contro l'immigrazione clandestina sarebbero rimasti offesi dal contenuto del trailer.
Diversi siti autorevoli, tra i quali l'Internet Movie Database, avevano pubblicato il trailer, specificandone l'autenticità. Solo dopo che il regista Robert Rodriguez annunciò che si era trattato di uno scherzo, l'8 luglio fu reso disponibile il primo filmato ufficiale allegato all'uscita di Predators e I mercenari - The Expendables.
Un "red band trailer" contenente le scene più cruente del film fu pubblicato il 23 luglio.

## Sequel
Il successo della pellicola ha portato all'avvio della produzione di un sequel, Machete Kills, distribuito nel 2013. Il film vede l'ingresso nel cast del film di Lady Gaga nel ruolo di La Chameleòn. e di Mel Gibson nel ruolo di Luther Voz.